# ماسارو إيبوكا
ماسارو إيبوكا (11 أبريل 1908 - 19 ديسمبر 1997 في طوكيو) رجل أعمال ياباني، أسس في العام 1946 مع صديقه أكيو موريتا شركة سوني للإلكترونيات.

## حياته
تخرج عام 1933 من جامعة واسيدا اليابانية، ثم بدأ العمل في شركة لتجهيز الأفلام السينمائية. في عام 1945 غادر الشركة وأسس ورشة لإصلاح الراديو في طوكيو.
أدار ايبوكا سوني من عام 1950 حتى عام 1971، ثم أصبح رئيسا للسوني ما بين عام 1971 وعام 1976. ايبوكا غادر سوني في عام 1976، لكنه بقى مستشارا حتى وفاته في عام 1997 بسبب فشل في وظائف القلب. كما ألف ايبوكا كتاب (رياض الأطفال في وقت متأخر للغاية) عام 1971.